# But Here We Are
But Here We Are is het elfde studioalbum van de Amerikaanse rockband Foo Fighters, dat werd uitgebracht op 2 juni 2023. Het album werd geproduceerd door Greg Kurstin en de band zelf, en het is hun eerste album uitgebracht sinds het overlijden van drummer Taylor Hawkins in 2022.
Het drumwerk tijdens de productie en de opnames voor But Here We Are werd verzorgd door frontman Dave Grohl. In aanloop naar de release werden vier singles van het album uitgebracht: Rescued, Under You, Show Me How en The Teacher. Ook werd Josh Freese aangekondigd als de nieuwe drummer van de band voor de opkomende tour van de Foo Fighters.
But Here We Are dient als een eerbetoon aan Taylor Hawkins en Virginia Grohl, de moeder van Dave Grohl die overleed in augustus 2022.